# Cindy Brown
Cynthia Louise „Cindy” Brown (ur. 16 marca 1965 w Portland) – amerykańska koszykarka występująca na pozycjach silnej skrzydłowej lub środkowej, mistrzyni świata, olimpijska, uniwersjady, igrzysk dobrej woli.
W 1987 ustanowiła rekord NCAA, zdobywając podczas konfrontacji z drużyną uczelni San Jose State - 60 punktów, trafiając 20-20 z linii rzutów wolnych. W tym samym sezonie uzyskała też 974 punkty, co również okazało się rekordem NCAA.

## Osiągnięcia
Na podstawie, o ile nie zaznaczono inaczej.

### NCAA
- Uczestniczka rozgrywek:
  - NCAA Final Four (1987)
  - Elite 8 turnieju NCAA (1985, 1987)
  - Sweet 16 turnieju NCAA (1985–1987)
  - II rundy turnieju NCAA (1984–1987)
- Mistrzyni:
  - turnieju konferencji Pacific Coast Athletic Association (1987)
  - sezonu regularnego:
    - Western Collegiate Athletic Association (1984–1985)
    - Pacific Coast Athletic Association (1986–1987)
- Zaliczona do:
  - I składu:
    - All-American (1986, 1987)
    - NCAA Final Four (1987)

  - Galerii Sław Sportu Long Beach State (1992)
- Drużyna Long Beach State 49ers zastrzegła należący do niej numer 53 (27 stycznia 2007)
- Liderka wszech czasów Long Beach State 49ers w liczbie:
  - bloków (318)
  - przechwytów (400)
  - zbiórek (1184)

### WNBA
- Zaliczona do II składu WNBA (1999)

### Inne
Drużynowe
- Mistrzyni Izraela (1995)

Indywidualne
- Zaliczona do II składu ABL (1997)

### Reprezentacja
- Mistrzyni:
  - olimpijska (1988)
  - świata (1986)
  - igrzysk:
    - panamerykańskich (1987)
    - dobrej woli (1986)
- Wicemistrzyni uniwersjady (1985)